# Eikenplein 1-5
Eikenplein 1-5 te Amsterdam is een pleinbreed gebouw aan het Eikenplein in Amsterdam-Oost. Het gebouw werd op 17 december 2013 tot gemeentelijk monument verklaard. Stedenbouwkundig vormt het de tegenhanger van Eikenplein 2-22 van de Elisabeth Otter-Knoll Stichting uit 1911; er staan maar twee gebouwen aan het plein. Het gebouw aan het Eikenplein heeft vleugels aan de Tweede en Derde Oosterparkstraat.

## Gebouw
Er was nog niet veel bebouwing toen hier eind 19e eeuw de stad begon aan de oostelijke uitbreiding. De buurt lag tegen voornamelijk agrarische gemeente Nieuwer Amstel aan. In februari 1885 werd bijvoorbeeld de bouw aanbesteed van de Katholieke Sint-Bonifatiuskerk aan het Kastanjeplein. Het RK parochiekerkbestuur van de Heilige Bonifacius aan de Linnaeusstraat koos voor het ontwerp de Rotterdamse architect Evert Margry. Alles was nog dermate nieuw dat er nog geen adres bekend was. De kerk werd in augustus 1886 ingewijd, maar zou vanwege sloop in 1984 nog geen eeuw bestaan.
De kerk beviel destijds kennelijk goed, want datzelfde parochiebestuur schakelde dezelfde architect in voor een complex van zusterhuis en meisjesscholen. De gebouwen zouden met de ruggen naar elkaar kijken, want dit complex kwam aan het Eikenplein. In september 1889 kon het gebouw opgeleverd worden. De school begon op een redelijk kleinschalig niveau met een bewaar- en naaischool (bewaarschool werd de later kleuteropvang) met 250 kinderen. Het zou de jaren daarop uitgebreid worden met scholen voor gewoon lager onderwijs. Er was plaats voor 1100 meisjes.  Overigens kwamen de eerste juffrouwen ook uit Rotterdam; zusters uit het Sint-Luciagesticht konden verblijven in de zusterwoningen in hetzelfde gebouw. Jongens kregen na een aantal jaren een ander gebouw op de hoek van de Eikenweg 5-9  en Tweede Oosterparkstraat 209 (het staat er schuin tegenover). De scholen groeiden en groeiden en in 1915 was er zelfs een rooms-katholieke normaalschool in het gebouw gevestigd.
Margry kwam met een gebouw met twee bouwlagen met zolderkap; in het midden van het front was er een extra verdieping voor de zusterwoningen. Het geheel werd symmetrisch opgetrokken in de toen populaire stijl van de neorenaissance van eind 19e eeuw. De symmetrie ging deels verloren door een latere aanbouw, maar het front bleef onveranderd. Hoog boven in het centrale deel bevindt zich de jaarsteen AD MDCCCLXXXVIII (1888). De school kreeg de naam Sint-Barbaraschool naar de heilige Barbara van Nicomedië, maar was ook vernoemd naar mejuffrouw Barbara Westerwoudt, die geld beschikbaar had gesteld voor aankoop van de grond. De zusters bleven tot 1965 waarna het een gemengde school werd.
De oorspronkelijke eigenaar was inmiddels overgegaan in de zogenaamd ABG-parochie. Deze werd door teruglopend ledental armlastiger en kon een renovatie en onderhoudskosten (in 2017 geschat op 1,3 miljoen euro) niet betalen. Tegelijkertijd werd aan de school geen huur gevraagd omdat de parochie de buurtschool wilde open houden. Aan deze situatie kwam in 2022 een eind, toen de parochie de huur van de school opzegde. De kosten waren niet meer op te brengen; de school zou ingaande leerjaar 2023/2024 elders huisvesting moeten hebben. Er werd naar herontwikkeling gezocht, maar ook verkoop van het gebouw was mogelijk. Ouders van leerlingen en buurtbewoners riepen daarop opnieuw een stichting in het leven (in 2017 was er een soortgelijke situatie) Stichting Vrienden van de Barbaraschool om te kijken de school in één of andere vorm kon blijven voortbestaan, wellicht in combinatie met buurthuis etc., maar wel na renovatie van het gebouw.
Op het terrein voor de school ligt het artistiek kunstwerk Animeertegels van Kees Aafjes.  

## Afbeeldingen

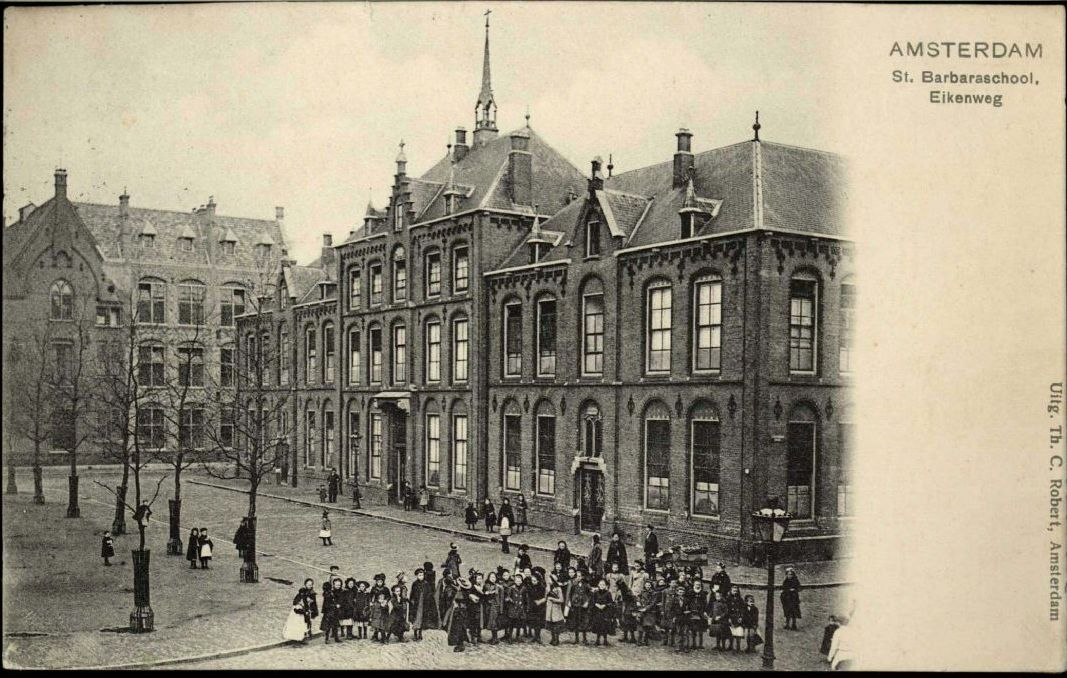
Historische foto (geschat jaren 0, 20e eeuw)
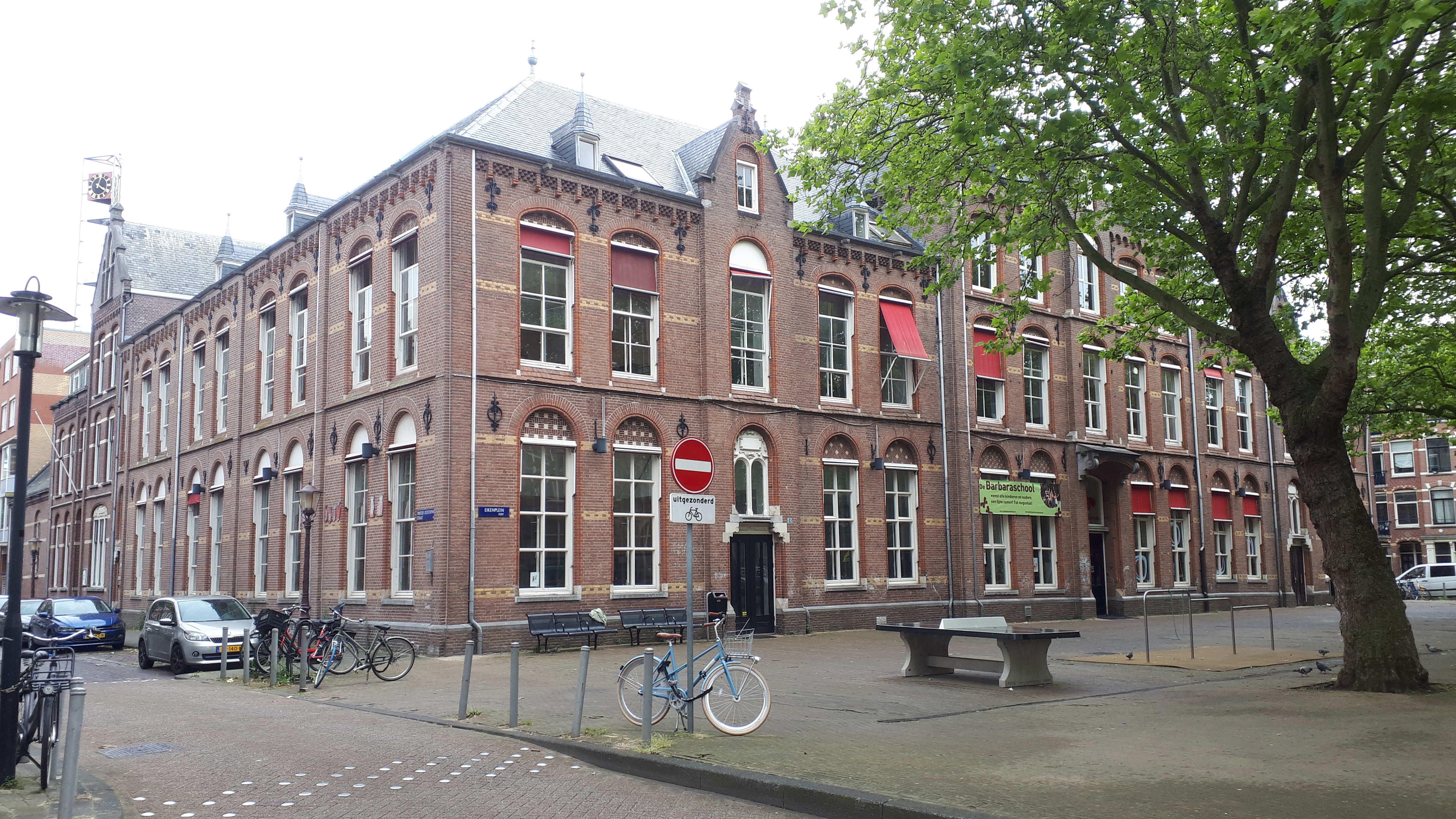
Eikenplein 1-5, Amsterdam (juli 2021)
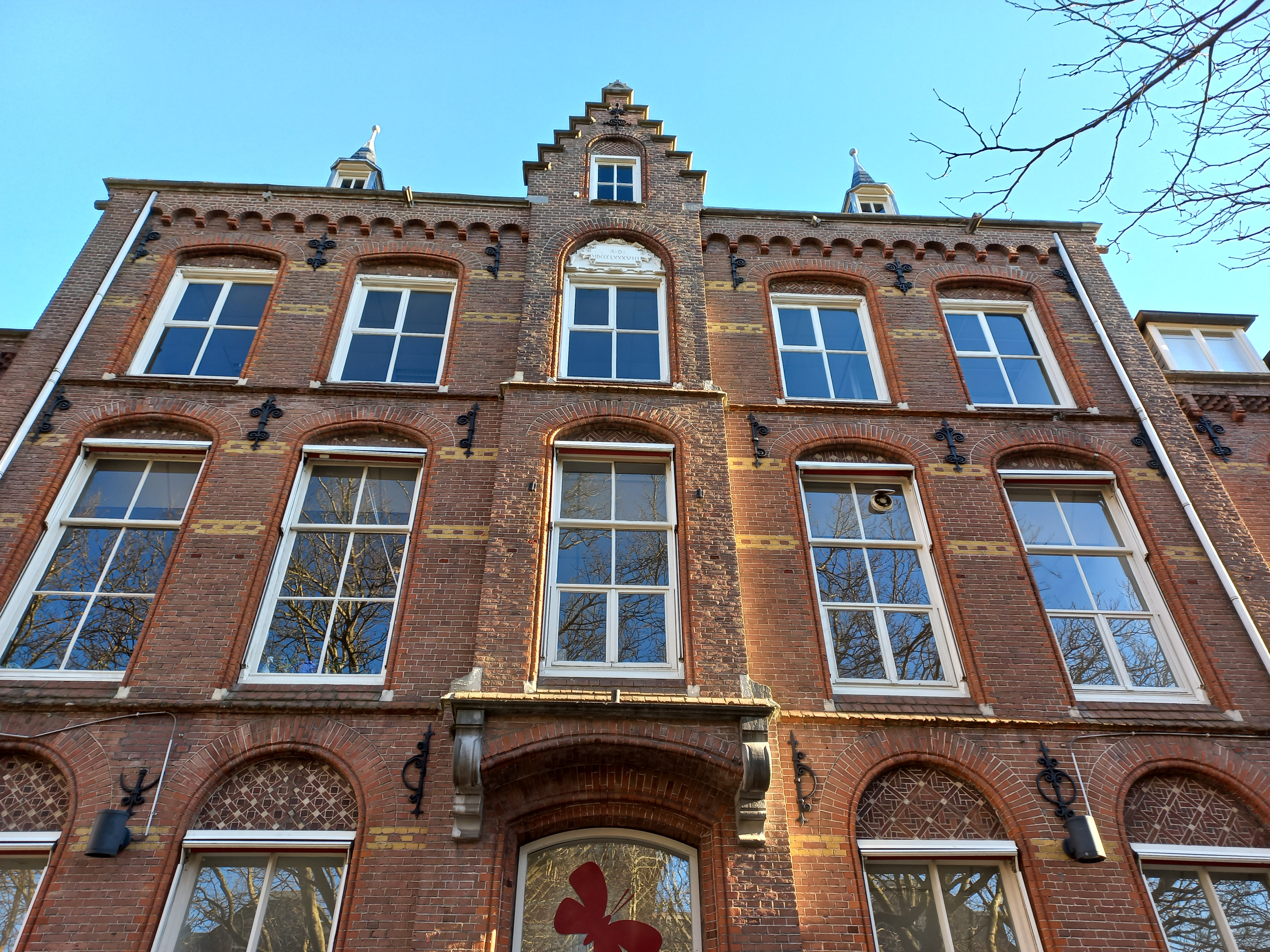
Bovenste deel middenstuk, Eikenplein 1-5, Amsterdam (juli 2021)